# District d'Izra
Le district d'Izra (en arabe : منطقة ازرع (manṭiqat āzrʿ)) est l'un des trois districts du Gouvernorat de Deraa, situé dans le sud de la Syrie ; son centre administratif est la ville d'Izra. D'après le Bureau central des statistiques syrien, sa population était de 246 804 habitants en 2004.

## Sous-districts
Le district d'Izra est divisé en six sous-districts (ou nahiés), (population en 2004) :
| Nom           | Nom en arabe | Population | Code     |
| ------------- | ------------ | ---------- | -------- |
| Izra          | ازرع         | 56 760     | SY120300 |
| Jasim         | جاسم         | 39 624     | SY120301 |
| Al-Hrak       | الحراك       | 40 979     | SY120302 |
| Nawa          | نوى          | 57 404     | SY120303 |
| Shaykh Maskin | الشيخ مسكين  | 34 370     | SY120304 |
| Tasil         | تسيل         | 17 778     | SY120305 |